# عدل الحاقی
عدل الحاقی رمانی علمی‌تخیلی است که  ان لکی  در سال ۲۰۱۳ منتشر کرده‌است. این کتاب، اولین رمان  لکی است که اولین جلد سه‌گانه «امپراتوری رادچ» نیز است. کتاب‌های بعدی این مجموعه به ترتیب، تیغ الحاقی (۲۰۱۴) و مهر الحاقی (۲۰۱۵) نام دارند. داستان درباره سربازی به نام برک (Breq) است که اولین بازمانده یک سفینه جنگی است که در طی توطئه‌ای نابود شده‌است و حال به دنبال گرفتن انتقام سفینه فضایی‌اش است.
این کتاب موفق شد جوایز بسیاری از جمله جایزه هوگو، جایزه نبیولا، جایزه آرتور سی. کلارک، جایزه لوکاس را از آن خود کند.

## خلاصه داستان
داستان آن در آینده‌ای بسیار دور رخ می‌دهد. امپراتوری رادچی تقریباً بیشتر سیارات مسکونی انسان‌ها را در بر گرفته است. روش این امپراتوری در هزاران سال گذشته بر این بوده که با سفینه‌های جنگی هوشمندش که در سه گونه بوده‌اند (عدل، مهر و تیغ) به سیارات حمله می‌کرده و پس از تسلیم ساکنان، به مرور فرهنگ آنها را در فرهنگ خود حل می‌کرده است. رادچ‌ها کسی را که مثل آنها لباس نپوشد و به زبان آنها حرف نزند غیرمتمدن می‌دانند. ساختار اجتماعیشان بر پایه اشرافی‌گری است و همه خاندان‌های مهم حول یک نفر جمع شده‌اند، لرد رادچ که نامش عناندر میانای (Anaander Mianaai) است. عتاندر میانای یا لرد رادچ، امپراتور رادچی است. او یک شخص است اما هزاران هزار بدن دارد و در تمام نُه قصر که در کهکشان پراکنده‌اند حضور دارد و حتی در برخی از سیارات همیشه حداقل یکی از او را می‌توان یافت. او از سه هزار سال پیش تا امروز به‌طور پیوسته امپراتور رادچ بوده است. اما عناندار میانای از هزار سال پیش دچار تضادی در درون خودش شده که هنوز هیچ‌کس به غیر از خودش از آن باخبر نیست. اما یک روز یکی از سفینه‌های عدل از این تضاد باخبر می‌شود و لرد رادچ برای جلوگیری از درز خبر، سفینه را نابود می‌کند. سفینه پیش از نابود شدن موفق می‌شود یکی از الحاقی را ( رادچ‌ها از اسیرانی که در سیارات می‌گرفته‌اند به عنوان سربازان برده در سفینه‌های خود استفاده می‌کنند بدین‌ترتیب که با گذاشتن تراشه‌هایی در مغزشان آن اسیرها به جزئی از هوش مصنوعی سفینه‌ها تبدیل می‌شوند و به آنها الحاقی می‌گویند) فراری دهد. حال این الحاقی پس از بیست سال به امپراتوری رادچ برگشته و مصمم به گرفتن انتقام سفینه‌اش عدل تورن از عناندر میانای است.